# John Geoghan
John Geoghan (* 4. Juni 1935; † 23. August 2003) war ein US-amerikanischer Pfarrer, der zu einer Schlüsselfigur der Skandale um sexuellen Missbrauch in der römisch-katholischen Kirche in den Vereinigten Staaten wurde.
Hinweise auf das pädokriminelle Verhalten von Geoghan führten zur Versetzung durch die Kirche in andere Gemeinden, zuletzt durch den Erzbischof des Erzbistums Boston, Bernard Francis Law. Law musste später sein Amt niederlegen.
Geoghans Taten wurden 2001 bekannt und zogen die Aufmerksamkeit des Boston Globe auf sich. Investigativjournalisten der Zeitung deckten daraufhin tausendfachen Kindesmissbrauch durch katholische Priester auf und konnten nachweisen, dass hochrangige Mitglieder der Kirchenhierarchie von den Taten nicht nur wussten, sondern diese aktiv deckten.
Während seiner dreißigjährigen Laufbahn in sechs Gemeinden soll Geoghan mehr als 130 Kinder sexuell missbraucht haben.
Geoghan wurde 2002 zu zehn Jahren Freiheitsstrafe verurteilt. In der Haft im Souza-Baranowski Correctional Center in Shirley, Massachusetts, wurde Geoghan im August 2003 durch einen Mithäftling namens Joseph Druce erdrosselt. Die Aufnahme einer Überwachungskamera, welche die Beamten beim Versuch zeigt, die Zellentür zu öffnen, gelangte später in die Öffentlichkeit. Die Tat war längere Zeit vom Täter geplant worden.